# Cilijarni ganglij
Cilijarni ganglij (lat. ganglion ciliare) je parasimpatički ganglij, koji je pridodat oftalmičkom živcu. Smješten je na vanjskoj strani vidnog živca u očnoj šupljini, a ima oblik male četvrtaste pločice sive boje. Dimenzije ganglija iznose 1-2 mm i u njegov sastav ulazi približno 2500 neurona. Na njemu se opisuju dovodna ili preganglijska (aferentna) i odvodna ili postganglijska (eferentna) vlakna

## Dovodna vlakna
Dovodna vlakna cilijarnog ganglija su:
- spojnična grana s cilijarnim ganglijem (lat. ramus communicans cum ganglione ciliari), koja potječe od nazocilijarnog živca i donosi u ganglij senzitivna i djelomično simpatička vlakna iz unutrašnjeg karotidnog spleta;
- okulomotorni korijen (lat. radix oculomotoria), koji donosi parasimpatička vlakna iz okulomotornog živca i
- simpatička grana za cilijarni ganglij (lat. ramus sympaticus ad ganglionare ciliari), koja također potječe iz unutrašnjeg karotidnog spleta i donosi u ganglij simpatička vlakna.

## Odvodna vlakna
Odvodna vlakna ganglija čini 5-6 kratkih cilijarnih živaca (lat. nervi ciliares breves). Oni se pružaju od ganglija pravo naprijed oko vidnog živca, probijaju  bjeloočnicu i inerviraju fibroznu i vaskularnu ovojnicu očne jabučice i dva mišića unutar nje: mišić sfinkter zjenice i mišić dilatator zjenice. 